# Sfalerite

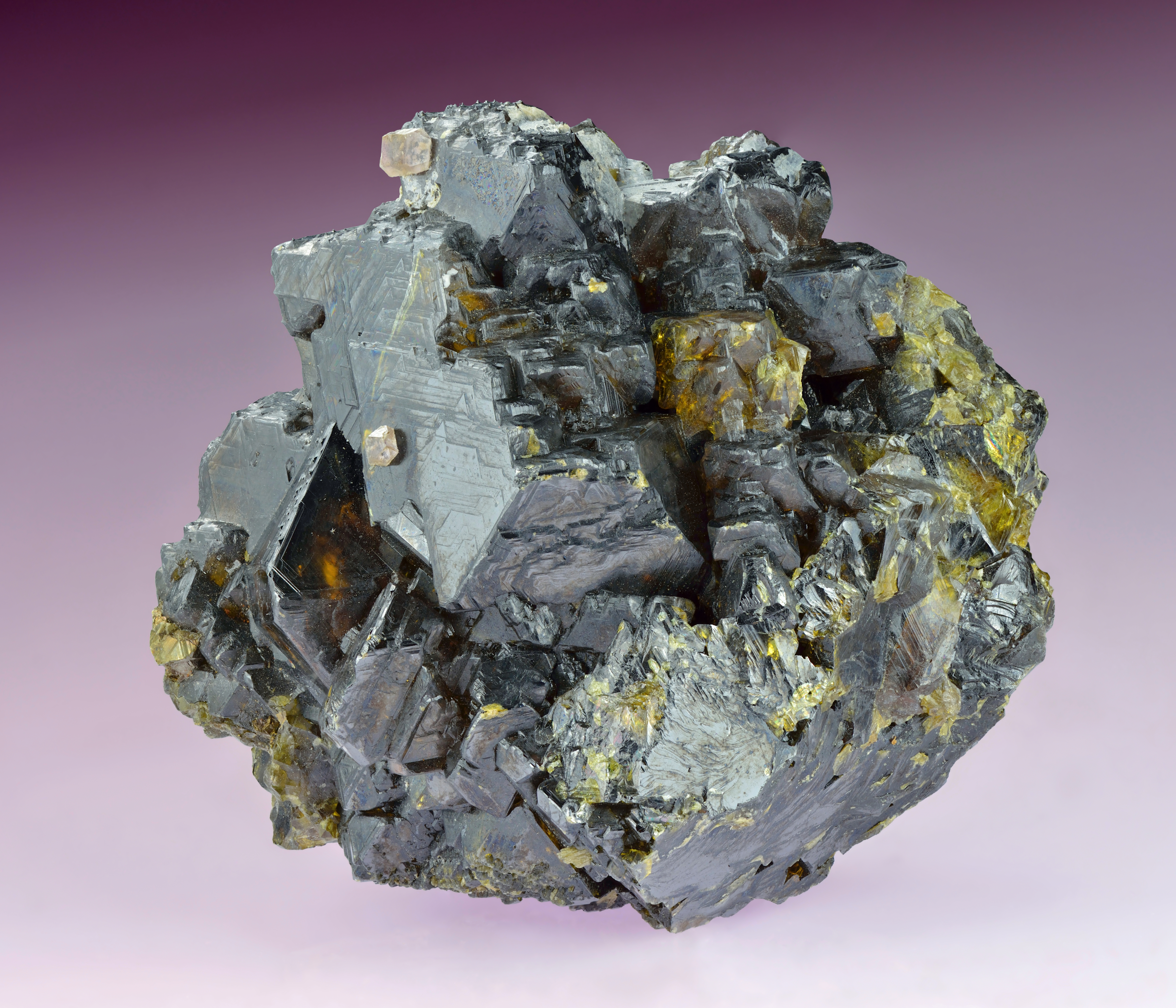
Sfalerite

La sfalerite (simbolo IMA: Sp) è un comune minerale del gruppo omonimo appartenente alla famiglia dei "solfuri e solfosali" con composizione chimica ZnS. e quindi dal punto di vista chimico è un solfuro di zinco.
La sfalerite è un polimorfo della polhemusite e della wurtzite.

## Etimologia e storia
Il minerale era stato inizialmente chiamato blenda da Georg Agricola nel 1546, ma ha avuto molti altri nomi, tra cui zircum. Nel 1847 fu chiamato sfalerite da Ernst Friedrich Glocker dalla parola greca σφαλεροζ ('sphaleros', infido), in allusione alla facilità con cui le varietà scure venivano scambiate per galena, ma senza fornire piombo.

## Classificazione
La classica nona edizione della sistematica dei minerali di Strunz, aggiornata dall'Associazione Mineralogica Internazionale (IMA) fino al 2009, elencala sfalerite nella classe "2. Solfuri e solfosali" e nella sottoclasse "2.C Solfuri metallici, M:S = 1:1 (e similari)"; questa viene suddivisa in base alla composizione del minerale e sull'eventuale presenza o assenza di taluni metalli, in modo tale che la sfalerite possa essere trovata nella sezione "2.CB Con Zn, Fe, Cu, Ag, ecc.", dove forma il sistema nº 2.CB.05a insieme a coloradoite, hawleyite, kittlite, metacinabro, rudashevskyite, stilleite e tiemannite.
Anche l'edizione successiva, proseguita dal database "mindat.org", conserva questa suddivisione.
Nella Sistematica dei lapis (Lapis-Systematik) di Stefan Weiß la sfalerite è elencata nella classe dei "solfuri e solfosali (solfuri, seleniuri, tellururi, arseniuri, antimoniuri, bismuturi)" e nella sottoclasse dei "solfuri con metallo: S,Se,Te ~ 1:1"; qui forma il "gruppo della sfalerite" con il numero di sistema II/C.01 insieme a ishiharaite, rudashevskyite, browneite, hawleyite, metacinabro, stilleite, tiemannite, coloradoite e polhemusite.
Anche la classificazione dei minerali secondo Dana, usata principalmente nel mondo anglosassone, elenca la sfalerite nella famiglia dei "solfuri e solfosali"; qui è nella classe dei "minerali di solfuro" e nella sottoclasse dei "solfuri – compresi seleniuri e tellururi – con composizione AmBnXp, con (m+n):p=1:1", nella quale forma il "gruppo della sfalerite (isometrico: F43m)" con il numero di sistema 02.08.02 insieme a stilleite, metacinabro, tiemannite, coloradoite e hawleyite.

## Abito cristallino
La sfalerite cristallizza nel sistema cubico nel gruppo spaziale F43m (gruppo nº 216) con la costante di reticolo a = 5,406 Å, oltre ad avere 4 unità di formula per cella unitaria.

## Origine e giacitura
La sfalerite si forma in un'ampia gamma di condizioni idrotermali da basse ad alte temperature, in depositi di carbone, calcare e altri sedimenti.La paragenesi è con barite, calcopirite, fluorite, galena, marcasite, pirite, quarzo e molti altri minerali idrotermali.
La sfalerite è un minerale molto comune e sono numerosi i siti di ritrovamenti, sparsi in tutto il mondo.

## Forma in cui si presenta in natura

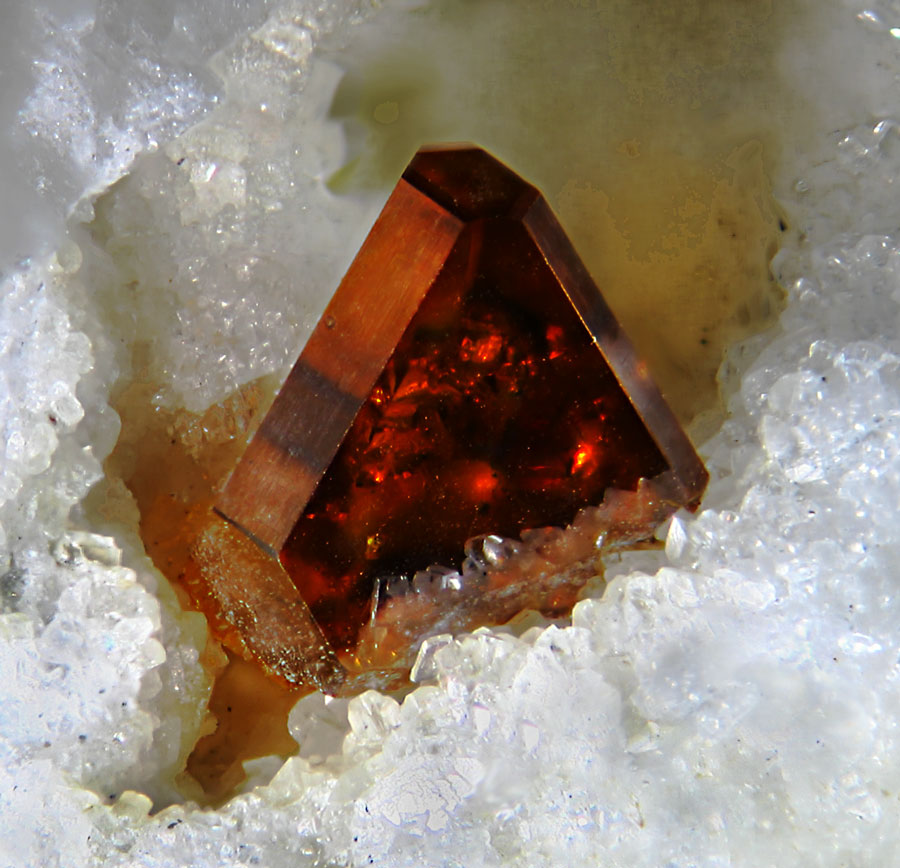
Cristallo di sfalerite proveniente dalla cava di Lengenbach nella Valle di Binn

La sfalerite forma cristalli tetraedrici, dodecaedrici, tipicamente complessi e distorti, con facce curve e coniche comuni, con dimensioni fino a 30 cm. Tali cristalli possono essere anche fibrosi, botrioidali, stalattitici, granulari da grossolani a fini o massivi.

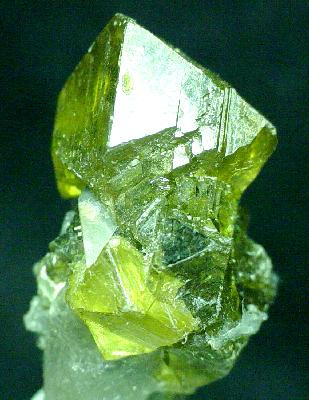
Una rara sfalerite giallo-verde trovata nella contea di St. Lawrence nello Stato di New York

Il minerale è da trasparente a traslucido, con lucentezza adamantina o resinosa; il colore è vario: giallo, marrone chiaro o scuro, nero, rosso-marrone, incolore, azzurro, raramente verde, mentre il colore del suo striscio va dal giallo pallido al marrone.
La colorazione delle sfaleriti della Valle di Binn (Svizzera), che varia dal giallo al nero con contenuti di ferro pressoché identici, sembra essere fortemente influenzata dal contenuto di manganese. Molto raramente, i cristalli verdi devono il loro colore a tracce di cobalto.

## Proprietà chimico-fisiche
La sfalerite è un solfuro di zinco, ZnS, con impurezze di altri metalli.
Solubile in acido nitrico e acido cloridrico, emette vapori di acido solfidrico (H2S). Le varietà ad alto tenore di manganese presentano triboluminescenza. Altre forme, quelle più chiare, sono fluorescenti alla luce ultravioletta. La sfalerite assume sotto la luce UV a onde lunghe color arancio, mentre sotto luce UV a onde corte assume color arancio, blu, verde, giallo pallido, giallo, giallo-arancio, arancione, giallo verdastro, giallastro.
Le varietà ad alto tenore di ferro sono più stabili all’attacco degli acidi. La Wurtzite è una forma polimorfa molto rara che si forma ad alta temperatura, oltre i 1200 °C.

## Modificazioni e varietà
Sono note diverse varietà di sfaleriti:
- Sfalerite contenente cadmio ((Zn,Cd)S): è una varietà di sfalerite piuttosto comune contenente cadmio.
- Cleiofane: la cleiofane è una sfalerite che può essere incolore, ma anche bianca o verde a causa del basso contenuto di Fe2+ e Mn2+. La sfalerite gemma gialla è chiamata "sfalerite dorata".
- Sfalerite contenente gallio ((Zn,Ga)S): la presenza di gallio è un fenomeno abbastanza tipico per molte sfaleriti.
- Gemma blenda: è una varietà traslucida rosso rubino di sfalerite; la traslucenza aumenta con la diminuzione del contenuto di ferro.
- Honigblende: nome tedesco della sfalerite color miele.
- Sfalerite contenente mercurio ((Zn,Hg)S): come dice il nome, è una varietà di sfalerite contenente mercurio.
- Matraite ((Zn,Fe)S): varietà di sfalerite macroscopicamente opaca e nera, ricca di ferro, con fino al 25% in peso di Fe o 40% in moli di FeS, solitamente anche ricca di Mn, formata a temperature relativamente elevate.
- Sfalerite contenente indio: Una varietà di sfalerite con incrostazioni; è non solo ricca di indio, ma anche di rame. I contenuti di indio sono prossimi al 22%.[18]
- Sfalerite piroforica: Una varietà di sfalerite che emette scintille o bagliori quando viene abrasa. Alcuni pezzi sono così sensibili che l'effetto si ottiene graffiandoli con un'unghia.

La sfalerite può anche contenere notevoli quantità di manganese, trasformandosi in alabandite. Sono stati descritti campioni contenenti fino a 0,36 apfu (atomi per unità formula) di manganese (21,4% in peso di monossido di manganese).
Secondo Haussühl e Müller (1963), esistono numerosi politipi; quelli da loro identificati sono 3R (=3C); 2H, 4H, 6H; e 9R, 12R, 15R e 21R.

## In gioielleria

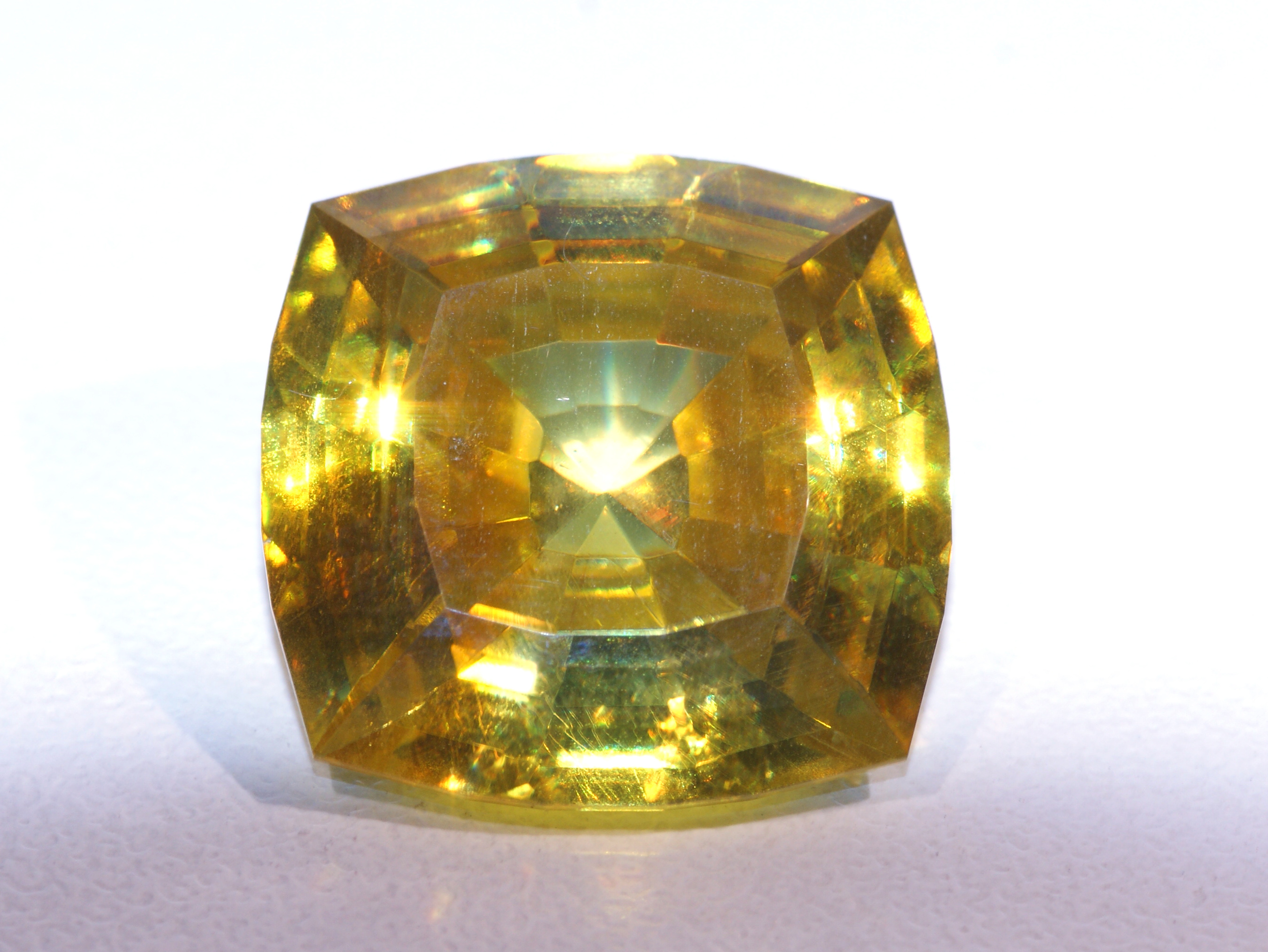
Sfalerite tagliata come pietra preziosa

Le sfaleriti trasparenti di colore rosso-arancio possono essere tagliate come pietre preziose. Possedendo un elevato indice di rifrazione, questi cristalli hanno un elevato grado di dispersione della luce quasi analogo a quello dei diamanti, però la sfalerite è tenera e non si riesce a incastonarla come gioiello.